# Kimberly Goss
Kimberly Goss (Los Ángeles, California, 15 de febrero de 1978) es una vocalista, compositora y teclista, conocida mundialmente por ser la vocalista de la banda finlandesa Sinergy.
Además de cantar en Sinergy, ha formado parte de algunas canciones con Warmen, grupo fundado por el teclista de Children of Bodom, Janne Wirman. Fue tecladista en los conciertos de la banda noruega de black metal melódico Dimmu Borgir desde 1997 al 1998.

## Primeros años
Goss nació en Los Ángeles de un padre coreano y una madre alemana, quien era un cantante jazz. Al poco tiempo, ella se fue con su madre a vivir a Japón, antes de regresar a Estados Unidos y mudarse a Chicago, lugar donde Goss fue criada la mayor parte de su infancia.

## Vida personal
Goss estuvo en una larga relación y eventualmente casada con el músico Alexi Laiho, guitarrista principal de Sinergy y Children of Bodom (banda de la cual era también vocalista). La pareja se separó en 2004, aunque nunca se divorciaron legalmente. Según sus declaraciones ambos fueron amigos cercanos, lo que la última novia de Alexi, Kelli Wright desmiente. 
Luego de la muerte de Alexi, Kim haría uso de su derecho de viuda para impedir el entierro organizado por su familia, además de utilizar sus recientemente creadas redes sociales para divulgar la causa de muerte, hasta entonces desconocida, del músico, lo que desencadenó en un gran drama cibernético protagonizado por ambas mujeres. 
- Datos: Q2037374